# Vụ đánh bom Peshawar 28 tháng 10, 2009
Vụ đánh bom Peshawar ngày 28 tháng 10 năm 2009 diễn ra tại Peshawar, Pakistan, khi một xe bom phát nổ tại trong khu chợ đông đảo người mua bán Mina Bazar (Siêu thị cho phụ nữ và trẻ em) của thành phố, phía Tây Bắc Pakistan. Vụ nổ làm thiệt mạng hơn 100 người - phần lớn là phụ nữ và trẻ em - và hơn 200 người khác bị thương, làm cho nó trở thành vụ tấn công đẫm máu nhất trong lịch sử Peshawar. Vụ việc xảy ra trong lúc Ngoại trưởng Hoa Kỳ Hillary Clinton, đang trong chuyến công du Pakistan, bày tỏ sự ủng hộ của Hoa Kỳ dành cho chiến dịch chống phiến quân Hồi giáo của chính phủ Islamabad. Chính phủ Pakistan chính thức tin rằng Taliban chịu trách nhiệm, nhưng cả Taliban và Al-Qaeda đều phủ nhận việc dính líu tới vụ tấn công. Sự việc thu hút sự chỉ trích khắc nghiệt của quốc tế.

## Đánh bom
Đa số các nạn nhân là phụ nữ và trẻ em. Vụ nổ phá hủy phần lớn khu chợ Mina Bazaar trong phố cổ ở Peshawar, thủ phủ của vùng Tỉnh Biên giới Tây Bắc, nơi có các ngõ hẻm nhỏ hẹp đầy sạp hàng bán quần áo, đồ chơi và đồ trang sức rẻ tiền lôi cuối nhiều nữ khách hàng và trẻ em trong thành phố bảo thủ này. Quả bom chứa đến 330 kg chất nổ. Sức ép làm sập một số tòa nhà, kể cả một đền thờ và làm hàng chục cửa hàng phát hỏa. Những người bị thương ngồi la liệt trong cảnh hoang tàn, bên cạnh các phần thân thể con người và cột khói bốc cao trên bầu trời thành phố. Vụ nổ bom được coi là ghê gớm nhất kể từ khi xảy ra việc các quả bom phát nổ trong đám đông ở Karachi chào đón cựu nữ Thủ tướng Benazir Bhutto trở về nước sau thời gian lưu vong vào tháng 10 năm 2007, làm thiệt mạng khoảng 170 người. Bà Bhutto sau đó bị giết trong một cuộc tấn công khác. Hơn 200 người bị thương. Đây là vụ nổ gây tổn thất nặng nề nhất về nhân mạng trong một loạt các vụ tấn công do thành phần tình nghi phiến quân gây ra trong tháng 10 năm 2009.
Chính quyền Pakistan tin rằng Taliban chịu trách nhiệm việc tổ chức vụ tấn công, nhưng nhóm này phủ nhận mọi sự liên quan. Thông tin bộ trưởng Hussain nói rằng chính phủ tin rằng vụ đánh bom là một đòn phản ứng với cuộc hành quân chống phiến quân tại Nam Waziristan.

## Phản ứng
- : Chính phủ Pakistan gọi đây là hành động trả đũa của phiến quân đối với cuộc hành quân khai diễn tháng 10 năm 2009 nhắm vào al-Qaeda và Taliban trong cứ địa của họ gần biên giới Afghanistan. Ngoại trưởng Pakistan Shah Mahmood Qureshi nói rằng tình trạng bạo động sẽ không làm giảm quyết tâm của chính phủ.[10]
- : Ngoại trưởng Hoa Kỳ Hillary Clinton, trong chuyến viếng thăm Pakistan đầu tiên từ khi giữ chức ngoại trưởng, ca ngợi cuộc hành quân tấn công thành phần Taliban trong vùng Nam Waziristan và hứa hẹn sự trợ giúp của Hoa Kỳ. Bà lên tiếng tại Islamabad chỉ ít giờ sau vụ khủng bố tại Peshawar, "Tôi muốn quý vị biết rằng đây không chỉ là cuộc chiến của riêng Pakistan. Thành phần quá khích đang muốn phá hủy những gì chúng ta yêu mến, do đó đây cũng là cuộc tranh đấu của chúng tôi."[11]